# Gadget
Un gadget és un dispositiu electrònic, una petita eina fixa o portàtil. Normalment es presenta com un objecte tecnològic inusual i amb un disseny que el diferencia de la resta. Així doncs, la majoria de gadgets es relacionen amb la novetat i al cap d'un temps d'estar al mercat deixen de ser gadgets per la seva utilització massiva. A més a més, quan es parla de programari s'utilitza gadget com un sinònim de widget.

## Etimologia
Tot i les diferents versions sobre l'etimologia de la paraula totes coincideixen en la temporalització d'aquesta. El seu origen es remunta al S. XIX, al voltant de l'any 1885. La gran majoria defensa que la companyia "Gaget, Gauthier & Cia", companyia francesa encarregada de la fosa de l'Estàtua de la Llibertat, va tenir una idea pionera i revolucionària per l'època: vendre rèpliques miniatura del monument per subvencionar el projecte Així doncs, el primer gadget va ser una estàtua de la llibertat. Aquesta teoria es contradiu amb altres com la que diu que el terme va aparèixer en el camp de la navegació o que l'origen de la paraula prové dels termes francòfons gâchette o gagé.
Gadget també té un significat específic en el camp del psicoanàlisis. Jacques Lacan, psicoanalista francès, l'utilitzava per descriure objectes de consum fruit de la lògica capitalista.

## Classes de gadgets
Podem distingir diferents tipus de gadgets:
- Gadgets electrònics: ràdio, mòbils, PDA…
- Gadgets mecànics: rellotges, bicicletes
- Gadgets informàtics: widgets

## Els gadgets i la cultura popular
Tot i que la paraula de gadget s'ha estès molt pel seu significat propi també ha arribat a un gran nombre de països europeus per la sèrie de dibuixos animats Inspector Gadget, sèrie de gran èxit protagonitzada per un detectiu que sempre portava a sobre un gran nombre de gadgets. També han donat a conèixer el terme films com "James Bond" o sèries com Batman i Iron Man. Els protagonistes d'aquestes sèries sempre disposen d'equips i molts gadgets en les seves aventures.
Finalment, cal afegir que la primera bomba atòmica a la Prova Trinity va ser anomenada Gadget pels científics del Projecte Manhattan.